# DreamHost
DreamHost é um serviço de hospedagem de sites e registrador de domínios sediado em Los Angeles, Califórnia (Estados Unidos). É o ramo de hospedagens da New Dream Network, LLC, fundada em 1996 por Dallas Bethune, Josh Jones, Michael Rodriguez e Sage Weil, estudantes de graduação do Harvey Mudd College em Claremont, Califórnia, e registrada em 1999 por Michael Rodriguez. DreamHost começou com os clientes de hospedagens de sites em 1997.

## Hospedagem de sites
A rede de hospedagem compartilhada e dedicada do DreamHost consiste nos servidores web Apache, nginx e lighttpd que rodam nos sistemas operacionais Debian GNU/Linux. O painel de controle é um aplicativo personalizado desenvolvido em casa, inclui faturamento integrado e um sistema de ticket, e recebeu elogios de alguns clientes. A equipe do DreamHost constribue para um blog oficial e uma wiki de auxílio ao cliente.
O DreamHost não oferece auxílio por chamadas de telefone, mas os clientes podem pagar extra para solicitar retornos de chamadas da equipe de apoio. Além disso, uma opção de chat ao vivo está disponível para todas as contas quando o nível de auxílio por e-mails é baixo. Esta opção está sempre disponível para clientes que já pagam a taxa mensal para retornos de chamadas. A empresa hospeda em excesso um milhão de domínios.

### Hospedagem de arquivos
Em 2006, a empresa começou com uma versão beta de serviços de hospedagem de arquivos, eles chamam de "Files Forever".